# 2681 Ostrovskij
2681 Ostrovskij eller 1975 VF2 är en asteroid i huvudbältet som upptäcktes den 2 november 1975 av den ryska astronomen Tamara Smirnova vid Krims astrofysiska observatorium på Krim. Den har fått sitt namn efter författaren Nikolaj Ostrovskij.
Asteroiden har en diameter på ungefär 13 kilometer.